# Backhaus (Pfarrhaus Katzwang)

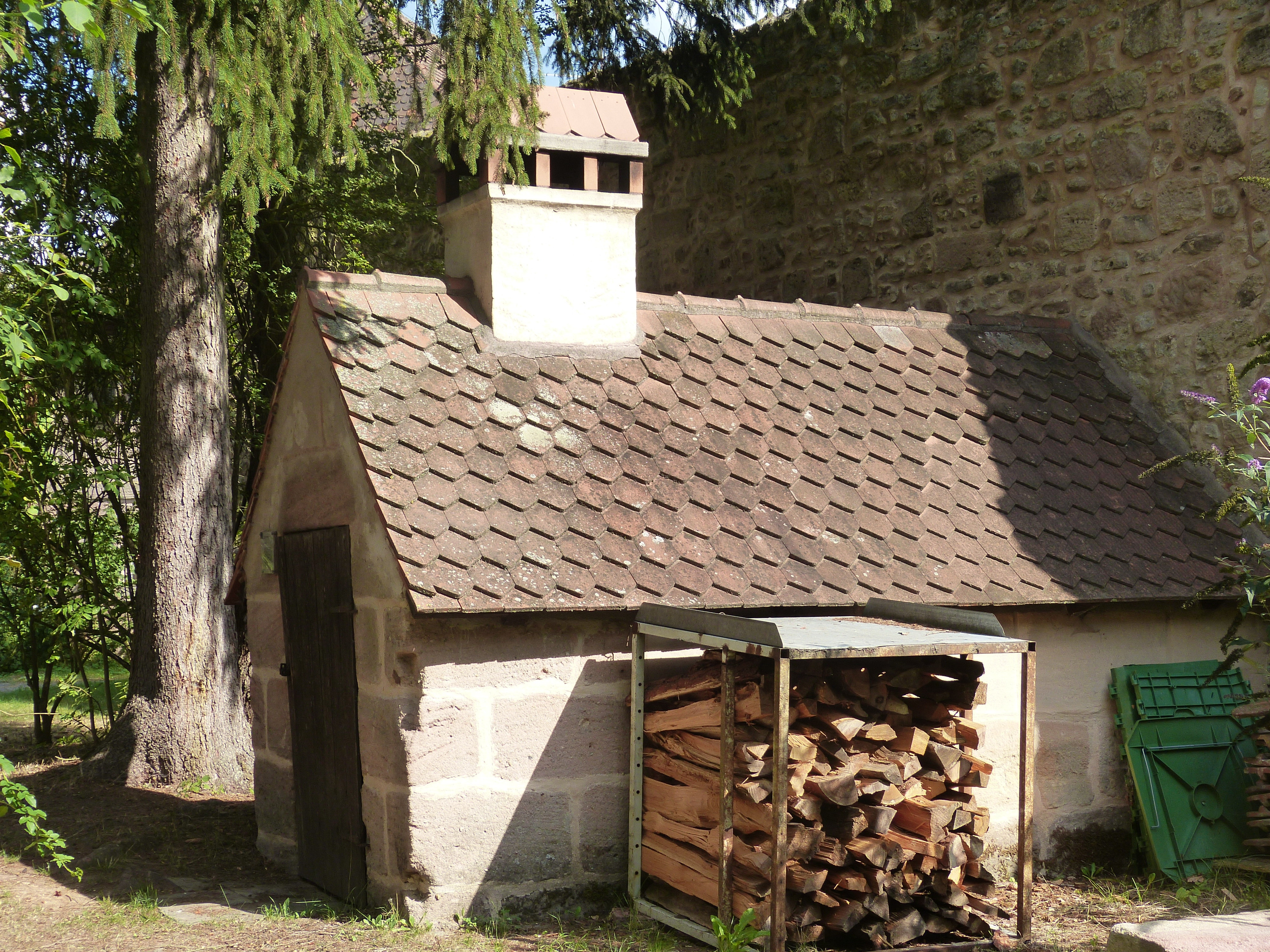
Backhaus in Katzwang

Das Backhaus des evangelisch-lutherischen Pfarrhauses in Katzwang, einem Stadtteil von Nürnberg im nördlichen Bayern, wurde im Kern 1662 errichtet. Das Backhaus an der Rennmühlstraße 14 ist ein geschütztes Baudenkmal.
Das Backhaus, in der Nähe der Wehrkirche, besitzt ein Mauerwerk aus großen Sandsteinquadern. Das Satteldach ist mit Biberschwänzen gedeckt.
Mehrmals im Jahr wird im Backhaus Brot gebacken.  